# Cerkiew św. Tichona Zadońskiego w Wilnie
Cerkiew św. Tichona Zadońskiego – cerkiew prawosławna położona na wileńskim cmentarzu prawosławnym. 

## Historia
Na miejscu cerkwi od 1839 znajdowała się kaplica grobowa wzniesiona przez Tichona Zajcewa, kupca i dobroczyńcę cmentarza prawosławnego w Wilnie. Została ona urządzona poprzez wydrążenie jednego ze wzniesień na cmentarzu. W 1843 kaplica została poszerzona i wzmocniona, by mogły być w niej odprawiane nabożeństwa. W 1914 została poświęcona, zaś jej patronem jako cerkwi został patron fundatora. 
Po II wojnie światowej władze stalinowskie odmówiły rejestracji obiektu jako czynnej cerkwi i zamieniły budynek na magazyn. W 1987 obiekt zwrócono parafii św. Eufrozyny jako cerkiew filialną. Obecnie pełni ona funkcję kaplicy cmentarnej.  

## Architektura
Wzniesiona na planie prostokąta cerkiew naśladuje wygląd staroruskich cerkwi lokowanych w pieczarach (np. w kompleksie ławry Peczerskiej). Prowadzą do niej pojedyncze drzwi i niewielki przedsionek. Na fasadzie obiektu znajduje się jeden wyrzeźbiony krzyż prawosławny. Całość wieńczy pojedyncza cebulasta kopuła z krzyżem.